# جون جرامليك
جون جرامليك (بالإنجليزية: John Gramlick)‏ كان سباك إنجليزي وأحد مؤسسي نادي فيينا للكريكت وكرة القدم. في عام 1897، أنشأ كأس التحدي، وهي مسابقة لكرة القدم لإمبراطورية النمساوية المجرية.